# Rovná (district de Sokolov)
Pour les articles homonymes, voir Rovná.
Rovná (en allemand : Ebmeth) est une commune du district de Sokolov, dans la région de Karlovy Vary, en République tchèque. Sa population s'élevait à 312 habitants en 2020.

## Géographie
Rovná se trouve à 14 km au sud-est de Sokolov, à 18 km au sud-sud-ouest de Karlovy Vary et à 119 km à l'ouest de Prague.
La commune est limitée par Březová à l'ouest et au nord, par Sokolov au nord, par Horní Slavkov et Krásno à l'est, par Nová Ves et Prameny au sud, et par Lázně Kynžvart au sud-ouest.

## Histoire
La première mention écrite du village date de 1370.

## Administration
La commune se compose de deux sections :
- Rovná
- Podstrání